# Canis lupus chanco
El lobo tibetano (Canis lupus chanco) es una subespecie de lobo de color bastante claro casi blanco en su parte inferior y parda en la superior que se distribuye por casi toda Asia central, estando presente en la totalidad del Tíbet y en otras amplias zonas de China llegando por el norte a Mongolia, por el oeste al Himalaya occidental y por el este hasta la región de Cachemira.  Se encuentra también aunque en menor medida en la Península de Corea. Entre sus presas se puede mencionar al ciervo común, la gacela de Mongolia, el caballo Przewalski y liebres.
Algunos científicos consideran que estaríamos ante el ancestro más probable del perro doméstico, pues guarda ciertas similitudes morfológicas con el perro a diferencia de otras subespecies de lobo gris.